# Белський Врх
Белський Врх (словен. Belski Vrh) — поселення в общині Заврч, Подравський регіон‎, Словенія.